# 未公開株
未公開株（みこうかいかぶ）とは、株式公開していない株式。非公開株あるいはプライベート・イクイティーとも。

## 非上場企業の株式
証券取引所に上場している企業の株式は、株式公開しているため、一般には証券会社を窓口として証券取引所で売買することができる。これに対して、上場していない企業の株は株式公開していない。その株式公開していない株式を未公開株と呼ぶ。
未公開株は、創業者やその親族、取引先、ベンチャーキャピタルといったところが多く保有している。株式公開していないので証券取引所で売買することはできないが、譲渡価格など条件面で合意さえすれば、当事者間で売買は可能である。ただし、発行会社によって譲渡制限が付されている場合はそれも出来ない場合がある。ストックオプションの行使により特定の関係者（子会社や親会社、従業員や役員など）に譲渡される場合がある。
証券取引所で売買されないため、証券会社でも取り扱うことは基本的にないが、ごく一部の証券会社では未公開株も取り扱っているところがあり、株式新聞など専門紙で実勢価格が掲載されることがある。
なお、未公開株の売買の場を証券会社の業界団体である日本証券業協会が1997年にグリーンシート市場を作って提供していたが2015年より新規の登録は停止し、2018年3月に廃止された。
日本証券業協会の自主ルールにより株式投資型クラウドファンディング及び株主コミュニティ以外の未公開株の扱いは、証券会社では原則として行えない。
株式投資型クラウドファンディングでは、1人当たりの個別払込額は年間50万円に限定されている。クラウドファンディング業者のウェブサイトや電子メール以外の方法（電話や訪問等）による勧誘は禁止されている。また、申し込みの日から8日間はクーリングオフ期間として申し込みの撤回または申し込みにかかる契約の解除が可能である。なお、株式投資型には株券または新株予約券証券に対するものが存在する。
株主コミュニティについては、証券会社が組成した株主コミュニティ内で自己申告で参加する投資家のみに投資勧誘を認める仕組みである。未公開株株主コミュニティに参加していない顧客への投資及び参加の勧誘が禁止されている。
金融商品取引法上、未公開株の購入は、当事者間の売買を除くと、販売には金融商品取引業の登録が義務付けられている。金融庁のページで販売業者の登録確認が出来る。登録されていない販売業者は、少なくとも違法な勧誘であり、多くは投資詐欺である。ただし、匿名組合投資で未公開株式を購入することは実質的には可能である（この投資では株券の交付を受けることは出来ない）が、これも金融庁への金融商品取引業の登録が必要である。

## 事件
企業の株式が、新規に証券取引所に公開される場合、直前に未公開株を一般に向けて販売（売り出し）するが、公開直後には販売価格よりも市場価格が上回ることが多いため、絶好の利ざや稼ぎとなる。リクルート事件の場合、リクルートコスモス（現 コスモスイニシア）社（現在は上場）の公開前の未公開株が、賄賂として利用されたこともある。
その一方で、証券取引所上場時の株価が未公開時の販売価格を大きく下回るケースだと購入者からの苦情や相談が発生する。2006年2月14日には、アース製薬の上場前の未公開株を2004年〜2005年にかけて証券取引法違反（無登録営業）の投資顧問業者が、個人投資家らに一株1万3千円前後で販売・勧誘（上場時の株価は2千円）していた容疑で、愛知県警察により業者の家宅捜索が行われた。
被害額上位の未公開株詐欺事件一覧
| 名称                                | 被害者数 | 被害額  | 摘発/破綻時期 |
| ----------------------------------- | -------- | ------- | ------------- |
| アイディ ジャパン、サクセスジャパン | 数千人   | 200億円 | 2009年        |
| イー・マーケティング                | 1000人   | 150億円 | 2009年        |
| ワールドインベストメント (キャスト) |          | 33億円  | 2007年        |

毎年のように、未公開株の売買を巡るトラブルや詐欺事件が発生しており、摘発・逮捕事例があるほか、各地で被害者による民事訴訟や刑事告訴などが提起されている
。また2011年5月には、未公開株の売買トラブルを巡り、初の行政主導での集団訴訟が起こされている。
中にはペーパーカンパニーの未公開株・社債など詐欺のためだけに会社を設立するなどの悪徳商法も発生している。
未公開株は世界的に歴史が古く、本来は資金調達の重要な役割を担っているものの、日本では未公開株の詐欺事件が目立ち、その影響から未公開株が十分に機能していなことが問題視されている。